# Jurgen Sierens
Jurgen Sierens (4 oktober 1976) is een Belgische doelman. Hij speelde bij Lokeren, KV Oostende, SV Roeselare en FC Brussels.
Zijn sterke punten zijn z'n hoge ballen en het op de lijn spelen, terwijl zijn zwakste punt het 'uitvoetballen' betreft. De doelman werd in het seizoen 2005-2006 enkele malen tot matchwinnaar uitgeroepen voor de West-Vlamingen, tot hij in april uitviel met een liesletsel, hij werd vervangen door Wouter Biebauw.
In het seizoen 2006-2007 was hij vaak bepalend voor winst of verlies van z'n ploeg KSV Roeselare, door zijn uitstekende reddingen en reflexen. In mei 2007 werd hij opnieuw geopereerd aan z'n enkel, waar stukjes kraakbeen werden verwijderd.
In de zomer van 2008 stond hij in de belangstelling van Vitesse en Cercle Brugge.
In de zomer van 2010 verruilde hij Roeselare voor FC Brussels, waar hij in februari 2011 vertrok. Sinds het seizoen 2011-2012 komt hij opnieuw uit voor KV Oostende. 

## Statistieken
| seizoen | club         | land   | competitie     | wed. | goals |
| ------- | ------------ | ------ | -------------- | ---- | ----- |
| 2001/02 | KV Oostende  | België | Derde Klasse   | 31   | 0     |
| 2002/03 | KV Oostende  | België | Derde Klasse   | 32   | 0     |
| 2003/04 | SV Roeselare | België | Tweede Klasse  | 0    | 0     |
| 2004/05 | SV Roeselare | België | Tweede Klasse  | 11   | 0     |
| 2005/06 | SV Roeselare | België | Jupiler League | 31   | 0     |
| 2006/07 | SV Roeselare | België | Jupiler League | 24   | 0     |
| 2007/08 | SV Roeselare | België | Eerste klasse  | 22   | 0     |
| 2008/09 | SV Roeselare | België | Eerste klasse  | 32   | 0     |
| 2009/10 | SV Roeselare | België | Eerste klasse  | 29   | 0     |
| 2010/11 | FC Brussels  | België | Tweede klasse  | 35   | 0     |
| 2011/12 | KV Oostende  | België | Tweede klasse  | 33   | 0     |
|         |              |        | Totaal         | 270  | 0     |

Bijgewerkt: 29/02/2012